# تراتوفونئوس
تراتوفونئوس (نام علمی: Teratophoneus) نام یک سرده از بالاخانواده بیدادگرخزنده‌ریختان است.